# Бојана Јовановски
Бојана Јовановски (рођена 31. децембра 1991. у Београду, СФР Југославија) бивша је српска тенисерка. Године 2010. је завршила као најмлађа тенисерка у првих 100. Свој први турнир, Куп Бакуа, је освојила 2012. године. Исте године је са саиграчицама из репрезентације дошла до финала Фед купа. У 2013. години успела је да освоји своју другу титулу у синглу на турниру у Ташкенту. Најбољи пласман на листи јој је 32. место, до ког је стигла 2014. године у августу.

## Тениска каријера

### Јуниорска каријера
Јовановски је тенис почела да игра са седам година. Њен први велики успех било је финале Интернационалног турнира у Панчеву 2006. године, када је изгубила од своје земљакиње Ане Веселиновић. Наставила је с добрим резултатима, а у октобру исте године достигла је финале турнира у Хеивелду, Холандија. Изгубила је од Румунке Симоне Халеп.
2007. је играла на ИТФ турнирима и на свим Гренд слем турнирима. Достигла је финале турнира у Прату, Италија (изгубила од Романе Табакове), и Милану (изгубила од Анастасије Пивоварове. Такође је освојила турнир у Санта Кроћеу, Италија, у ком је победила Португалку Мишел Ларчер де Брито. Такође, стигла је до четвртфинала јуниорског Вимблдона.
2008. године достигла је четвртфинале Аустралијен Опена, у ком је изгубила од Аранче Рус, која је и освојила тај турнир. Такође је стигла до финала турнира у Порто Алегреу, као и финала турнира у Милану. Достигла је четврту рунду Френч Опена, у ком је поражена од Симоне Халеп. Управо је достигла четвртфинале Вимблдона.

### 2008—2010.
Јовановски је освојила три ИТФ турнира 2008. године и изгубила у једном финалу. У квалификацијама за Отворено првенство Сједињених Америчких Држава 2009. је поражена у трећем колу. Крајем сезоне се пласирала у прво финале на ИТФ турнирима са износом од 75.000$ у Јапану и изгубила је од домаће тенисерке Кимико Дате Крум.
Други пут за редом је поражена у последњем колу квалификација за неки од гренд слем турнира, овога пута за Отворено првенство Аустралије у тенису 2010. Деби на ВТА турнирима је имала у Куала Лумпуру, изгубивши од Јелене Дементијеве у другом колу. Исте године је по први пут наступила за Фед куп репрезентацију Србије, чији је члан од 2008. У мечу против репрезентације Словачке је изгубила 2–6, 2–6 од Данијеле Хантухове, али је другог дана остварила победу над Магдаленом Рибариковом 6–1, 7–6(4). У одлучујућем мечу парова, је заједно са Јеленом Јанковић изгубила од словачке комбинације. Кроз квалификације је дошла до турнира премијер категорије у Риму. У првом колу је изгубила од Јарославе Шведове. Деби на Гренд слем турнирима је имала на Вимблдону. У свом првом мечу је победила Кејси Делакву са само једним изгбуљеним гемом, а у другом колу је изгубила од осмог носиоца Викторије Азаренке 6–1, 6–4. Победом над Араван Резај 4–6 6–3 6–4 у Синсинатију је остварила први тријумф на тенисеркама из ТОП 20. Први наступ на Отвореном првенству САД је завршила у првом колу изгубивши од Анастасије Родионове. Турнир у Пекингу је Бојанин дебитански турнир из категорије „Обавезни Премијер“. У другом колу је победила колегиницу из репрезентације и добру пријатељицу, Јелену Јанковић са 4–6, 6–2, 6–2, што јој је била прва победа над играчицама из првих 10 и бивших најбољих на свету. У финалу ИТФ турнира у Дубаиjу је игубила финале, али недељу дана касније је тријумфовала та турниру у Индијском граду Пунеу. На крају 2010. је била најмлађа тенисерка која је завршила сезону међу најбољих 100.

### 2011
Први пласман у полуфинале ВТА турнира је остварила у Сиднеју, након три везана тријумфа у квалификацијама, победила је три тенисерке из првих 25, Кају Канепи, Араван Резај и Флавију Пенету без изгубљеног сета. У полуфиналу је изгубила од касније шампионке На Ли.
На Отвореном првенству Аустралије долази до другог кола, где губи од друге тенисерке света Вере Звонарјове 2–6, 6–3, 6–1. У Фед куп мечу против репрезентације Канаде побеђује у свим мечевима, два појединачно и један у паровима са Александром Крунић.

### 2012—2013.
У години када се одржавају Олимпијске игре, на које није успела да се пласира, успела је да освоји први трофеј у појединачној конкуренцији. Титулу је подигла на међународном турниру у Бакуу. На овом турниру у трећем колу победила је сународницу
Александру Крунић са 2:1 по сетовима. У полуфиналу била је убедљиво боља од другог носиоца
Александре Панове из Русије са 2:0, да би у свом првом финалу победила Џулију Коен из САД са 2:0. Награђена је са 280 бодова и 37.000 долара. Наредна година се може сматрати најбољом за младу тенисерку. У Аустралији стигла је до четвртог кола, где је изгубила од Слоун Стивенс са 2:1 по сетовима. У Француској стиже до трећег кола, а у Уједињеном Краљевству и Њујорку испада у другом колу. На међународном турниру у Ташкенту успева да прође квалификације, где је постављена за првог носиоца, да би касније била и први носилац у главном жребу. У свом другом финалу у каријери успева да победи Олгу Говорцову у тешком мечу са 4:6 7:5 7:6. Као победници, поред трофеја, припада јој и 280 бодова и чек на 40.000 долара. Успела је да освоји и трећи турнир у каријери. У питању је један од турнира из серије 125, у Нингбу. Годину завршава као 36. тенисерка света.

## Финала у каријери

### ВТА појединачно (2–2)
| Легенда: До 2009.               | Легенда: Од 2009.       |
| ------------------------------- | ----------------------- |
| Гренд слем турнири (0–0)        |                         |
| Завршна првенства сезоне (0–0)  |                         |
| Прва категорија (0–0)           | Обавезни Премијер (0–0) |
| Друга категорија (0–0)          | Премијер 5 (0–0)        |
| Трећа категорија (0–0)          | Премијер (0–0)          |
| Четврта и пета категорија (0–0) | Међународни (2–2)       |

| Титуле по подлози |
| Тврда (2–2)       |
| Трава (0–0)       |
| Шљака (0–0)       |
| Тепих (0–0)       |

| Исход  | #  | Датум               | Турнир  | Подлога | Противница      | Резултат           |
| Победа | 1. | 28. јул 2012.       | Баку    | Тврда   | Џулија Коен     | 6–3, 6–1           |
| Победа | 2. | 14. септембар 2013. | Ташкент | Тврда   | Олга Говорцова  | 4–6, 7–5, 7–6(7–3) |
| Пораз  | 1. | 27. јул 2014.       | Баку    | Тврда   | Елина Свитолина | 1–6, 6–7(2–7)      |
| Пораз  | 2. | 14. септембар 2014. | Ташкент | Тврда   | Карин Кнап      | 2–6, 6–7(4–7)      |

### Тимска такмичења (0–1)
| Исход | Број | Датум               | Турнир        | Подлога | Партнери                                       | Противници                                                       | Резултат |
| Пораз | 1.   | 3-4. новембар 2012. | Фед куп, Праг | Тврда   | Ана Ивановић Јелена Јанковић Александра Крунић | Петра Квитова Луција Шафаржова Луција Храдецка Андреа Хлавачкова | 1–3      |

### ИТФ финала појединачно (4–4) и ВТА челенџери (1–0)
| ВТА челенџери од $125.000$ |
| Турнири од $100.000$       |
| Турнири од 75.000$         |
| Турнири од 50.000$         |
| Турнири од 25.000$         |
| Турнири од 10.000$         |

| Исход  | #  | Датум               | Турнир   | Подлога | Противница          | Резултат         |
| Победа | 1. | 8. јул 2008.        | Прокупље | Шљака   | Карин Моргосова     | 6–0, 6–1         |
| Победа | 2. | 24. август 2008.    | Винковци | Шљака   | Зорица Петров       | 6–1, 6–3         |
| Победа | 3. | 2. септембар 2008.  | Брчко    | Шљака   | Грација Радовановић | 6–4, 3–6, 6–2    |
| Пораз  | 1. | 27. децембар 2008.  | Делхи    | Тврда   | Сандра Захлавова    | 4–6, 3–6         |
| Пораз  | 2. | 20. новембар 2009.  | Пуне     | Тврда   | Рика Фуџивара       | 7–5, 4–6, 3-6    |
| Пораз  | 3. | 29. новембар 2009.  | Тојота   | Тепих   | Кимико Дате Крум    | 5–7, 2–6         |
| Пораз  | 4. | 18. децембар 2010.  | Дубаи    | Тепих   | Сања Мирза          | 4–6, 6–3, 6–0    |
| Победа | 4. | 25. децембар 2010.  | Пуне     | Тврда   | Нина Братчикова     | 6–4, 6–4         |
| Победа | 1. | 27. септембар 2013. | Нингбо   | Тврда   | Џенг Шуај           | 6–7(7), 6–4, 6–1 |

### ИТФ финала у паровима (0–1)
| Турнири од $100.000$ |
| Турнири од 75.000$   |
| Турнири од 50.000$   |
| Турнири од 25.000$   |
| Турнири од 10.000$   |

| Исход | #  | Датум              | Турнир | Подлога | Партнерка    | Противнице                | Резултат         |
| Пораз | 1. | 15. новембар 2009. | Пуне   | Тврда   | Елора Дабија | Кај–Чен Ченг Ји–Суан Ванг | 7–5, 2–6, [7–10] |

## Успех на турнирима
| Легенда | Легенда                                    | Легенда | Легенда                           |
| ------- | ------------------------------------------ | ------- | --------------------------------- |
| О/И     | однос освајања турнира и играња на турниру | Поб-Пор | однос побједа и пораза            |
| НО      | турнир није одржан те године               | Н       | није учествовала на турниру       |
| КВ      | изгубила у квалификацијама                 | 1К      | изгубила у првом колу             |
| 2К      | изгубила у другом колу                     | 3К      | изгубила у трећем колу            |
| 4К      | изгубила у четвртом колу                   | ГФ      | изгубила у групној фази такмичења |
| ЧФ      | изгубила у четвртфиналу                    | ПФ      | изгубила у полуфиналу             |
| Ф       | изгубила у финалу                          | П       | освојила турнир                   |

| Турнир                        | 2009 | 2010 | 2011 | 2012 | 2013 | 2014 | 2015 | Поб–пор |
| ----------------------------- | ---- | ---- | ---- | ---- | ---- | ---- | ---- | ------- |
| Отворено првенство Аустралије | Н    | КВ   | 2К   | 1К   | 4К   | 2К   | 1К   | 5–5     |
| Ролан Гарос                   | Н    | КВ   | 1К   | 1К   | 3К   | 1К   |      | 2–4     |
| Вимблдон                      | Н    | 2К   | 1К   | 2К   | 2К   | 3К   |      | 5–5     |
| Отворено првенство САД        | КВ   | 1К   | 1К   | 2К   | 2К   | 1К   |      | 2–5     |
| Поб-пор                       | 0–0  | 1–2  | 1–4  | 2–4  | 7–4  | 3–4  | 0–1  | 14–19   |

## Победе и порази против других тенисерки
| Играчица                | Пласман | Однос | Проценат | Тврда | Шљака | Трава | Тепих |
| / Јелена Јанковић       | 1       | 1–2   | 33%      | 1–1   | 0–1   | 0–0   | 0–0   |
| Викторија Азаренка      | 1       | 1–1   | 50%      | 0–0   | 0–0   | 1–1   | 0–0   |
| Каролина Возњацки       | 1       | 2–4   | 33%      | 0–3   | 2–1   | 0–0   | 0–0   |
| / Ана Ивановић          | 1       | 0–1   | 0%       | 0–0   | 0–1   | 0–0   | 0–0   |
| Марија Шарапова         | 1       | 0–1   | 0%       | 0–1   | 0–0   | 0–0   | 0–0   |
| Серена Вилијамс         | 1       | 0–2   | 0%       | 0–2   | 0–0   | 0–0   | 0–0   |
| Агњешка Радвањска       | 2       | 0–1   | 0%       | 0–0   | 0–1   | 0–0   | 0–0   |
| Вера Звонарјова         | 2       | 0–2   | 0%       | 0–2   | 0–0   | 0–0   | 0–0   |
| Јелена Дементјева       | 3       | 0–1   | 0%       | 0–1   | 0–0   | 0–0   | 0–0   |
| Нађа Петрова            | 3       | 0–1   | 0%       | 0–1   | 0–0   | 0–0   | 0–0   |
| Кимико Дате Крум        | 4       | 1–1   | 50%      | 1–1   | 0–0   | 0–0   | 0–0   |
| Ли На                   | 4       | 0–3   | 0%       | 0–3   | 0–0   | 0–0   | 0–0   |
| / Јелена Докић          | 4       | 1–1   | 50%      | 1–1   | 0–0   | 0–0   | 0–0   |
| Франческа Скјавоне      | 4       | 1–1   | 50%      | 1–1   | 0–0   | 0–0   | 0–0   |
| Ана Чакветадзе          | 5       | 1–0   | 100%     | 0–0   | 1–0   | 0–0   | 0–0   |
| Јужини Бушар            | 7       | 1–0   | 100%     | 0–0   | 0–0   | 1–0   | 0–0   |
| Алиша Молик             | 8       | 1–0   | 100%     | 1–0   | 0–0   | 0–0   | 0–0   |
| Андреа Петковић         | 9       | 1–3   | 33%      | 1–2   | 0–1   | 0–0   | 0–0   |
| Флавија Пенета          | 10      | 1–0   | 100%     | 1–0   | 0–0   | 0–0   | 0–0   |
| Шахар Пер               | 11      | 0–2   | 0%       | 0–1   | 0–1   | 0–0   | 0–0   |
| Забине Лизики           | 12      | 0–1   | 0%       | 0–0   | 0–0   | 0–1   | 0–0   |
| Јанина Викмајер         | 12      | 0–3   | 0%       | 0–3   | 0–0   | 0–0   | 0–0   |
| Анастазија Пављиченкова | 13      | 1–2   | 33%      | 0–2   | 0–0   | 1–0   | 0–0   |
| Араван Резај            | 15      | 2–0   | 100%     | 2–0   | 0–0   | 0–0   | 0–0   |

## Награде
2011
- Фед куп награда срце (прво коло светских група)

2012
- Најбољи женски тим од стране ОКС (као део репрезентације Србије)